# Втрати 57-ї окремої мотопіхотної бригади
У статті описано деталі загибелі військовослужбовців 57-ї окремої мотопіхотної бригади.

## 2014
1. 16.09.2014, в ДТП під час ротації до зони бойових дій, загинув солдат Сергій Кобицький.

## 2015
1. 06.02.2015, під час бою в Чорнухиному Луганської області, під час танкової атаки російських збройних формувань на взводно-опорний пункт «Віталій», загинули старший лейтенант Микола Карнаухов, старший солдат Віталій Іскандаров, солдати Олександр Мокляк та Євген Шверненко.

1. 17.02.2015, в бою поблизу Чорнухиному Луганської області, зазнав поранення, несумісного із життям, солдат Анатолій Шумило.

1. 17.05.2015, від поранень помер старший солдат Олександр Шмалько.

1. 16.08.2015, під час мінометного обстрілу терористами поблизу міста Горлівка, загинув солдат Віктор Пронін, тоді ж полягла старший солдат Катерина Носкова.

1. 28.09.2015, в результаті вибуху гранати загинув молодший сержант Дудинець Андрій Іванович[1].

1. 12.11.2015, під час обстрілу російськими бойовиками взводного опорного пункту поблизу Зайцеве (смт) Донецької області, загинув солдат Магльона Володимир Петрович.

1. 28.11.2015, від ускладнень, викликаних пораненням, помер солдат Ігор Гулевський.

1. 04.12.2015, від кульового поранення голови під час обстрілу позицій бригади поблизу Зайцеве (смт) Донецької області, загинув старший солдат Віктор Мельник, який знаходився на бойовому чергуванні. Тоді ж загинув солдат Євген Крикунов[2].

1. 28.12.2015, в лікарні помер старший лейтенант Назима Петро Васильович[3].

## 2016
04.02.2016, під час мінометного обстрілу взводного опорного пункту поблизу Зайцеве (смт) Донецької області, загинув молодший сержант Ігор Гришин.
1. 11.02.2016, перебуваючи у відпустці, від серцевого нападу помер сержант Степанець Юрій Вікторович[4].

1. 05.07.2016, від серцевої хвороби у шпиталі помер водій артилерійського дивізіону солдат Серпак Сергій Євгенович[5].

02.09.2016, від поранень помер солдат Качур Олександр Миколайович (20.09.1976 р.н.). Поховано в м. Черкаси.

## 2017
1. 10.08.2017, внаслідок підриву на міні МОН-50 з «розтяжкою» під час обстеження «сірої зони» неподалік селища Піски (Ясинуватський район), загинув молодший сержант Шаповал Ігор Анатолійович.

## 2018
1. 19.02.2018, під час виконання бойового завдання поблизу с-ща Піски (Ясинуватський район), загинув сержант Єгоров Валерій Ігорович. Група сержанта Єгорова потрапила під обстріл з АГС-17, він дістав осколкове поранення у голову, але ще дві години боровся за життя. Похований в Прилуках на кладовищі «Новий побут»[7].

## 2019
1. 06.05.2019, загинув в зоні проведення боїв солдат Бондаренко Віктор Васильович[8]. 13.06.2019, від мінно-вибухової травми під час виконання бойового завдання в с-щі Піски (Ясинуватський район), загинув командир відділення безпілотних авіаційних комплексів розвідувального взводу 34 ОМПБ старший солдат Малозовенко Віталій Володимирович[9].

1. 17.06.2019, під час виконання бойового завдання в зоні проведення ООС, в районі Донецького аеропорту загинув командир розвідувального взводу прапорщик 42 ОМПБ 57-ї ОМПБр Тихонов Павло Борисович. У бригаді повідомили, що 17.06.2019 в зоні ООС внаслідок ДТП загинув військовослужбовець окремого мотопіхотного батальйону, який перебував за кермом, також тілесні ушкодження дістав ще один військовослужбовець бригади[10].

## 2020
1. 08.02.2020, солдат Черних Євген Сергійович.

1. 05.07.2020 (орієнтовно), в районі проведення ООС загинув/помер (дата, місце й обставини не уточнені) стрілець-зенітник зенітної ракетно-артилерійської батареї 57 ОМПБр солдат Савун Артем Леонідович. Похований в с. Єфремівка (Новобузький район) Миколаївська область[11].

## 2021
1. 6.11.2021.від ворожої кулі снайпера в Луганській області молодша сержантка Тетяна Вікторівна Алхімова.

## 2022
1. 29.08.2022, під час виконання бойового завдання в районі Херсону загинув лейтенант Довбня Василь Віталійович
2. 30.08.2022, під час виконання бойового завдання в районі населеного пункту Сухий Ставок Херсонської області загинув командир 3-ї роти танкового батальйону капітан Золотий Володимир Степанович, похований на Алеї Слави Центрального кладовища м. Чернівці.
3. 03.09.2022, під час виконання бойового завдання в районі Сухий Ставок Херсонського напрямку загинув в/о командира 1 роти 42 батальйону ст. лейтенант Брацлавський Володимир Миколайович
4. 3 вересня 2022 - в районі населеного пункту Сухий Ставок та Костромка Бериславського району Херсонської області загинув Бартко Ігор Анатолійович, солдат, стрілець-санітар 2 механізованого відділення — бойової машини 2 механізованого взводу 1 механізованої роти.
5. 04 вересня 2022 - Пензеник Вячеслав Васильович. Сержант, старший стрілець. Загинув під час артилерійського обстрілу зі сторони противника під населеного пункту Сухий Ставок Бериславського району Херсонської області[12].
6. 1 жовтня 2022 - загинув Костюченко Олександр Петрович (1984—2022) поблизу села Костромка — у Великоолександрівській селищній громаді Бериславського району Херсонської області
7. 6 жовтня 2022 — Свідерко Дмитро Михайлович («Рама»). 42 роки, м. Усть-Кут Іркутської області [13].
8. 8 жовтня 2022 — Риж'є Микола («Француз»). 33 роки, с. Михайлівка Миколаївської області. Загинув прикриваючи поранених побратимів від ворожого наступу, неподалік села Давидів Брід на Херсонщині [14].
9. 6 грудня 2022 - старший лейтенант Гущин Ігор Валерійович
10. 10 грудня 2022 - в районі населеного пункту Бахмут, Донецької області загинув Таранюк Володимир Кирилович, солдат, номер обслуги розрахунку кулеметного відділення кулеметного взводу роти вогневої підтримки[15].
11. 11 грудня 2022 -  загинув під час виконання бойового завдання в м. Бахмут на Донеччині командир 3 роти, 34 ОМБ, Загребельний Сергій Костянтинович. Похований 18 грудня на Берковецькому кладовищі у м. Києві. 42 ділянка, 12 ряд.

## 2023
1. 5 січня 2023 - Хмелевський Сергій Вікторович, 28 червня 1992, с. Кам’янка Роздільнянського району Одеської області. Солдат. Загинув  під час нападу противника під Бахмутом Донецької області[16].
2. 22 січня 2023 - у на Херсонському напрямку загинув Ткаченко Олександр Сергійович, майор, заступник командира стрілецького батальйону[17].
3. 23 березня 2023 - обороняючи околиці м. Бахмут загинув командир взводу розвідки, лейтенант Буринський Олександр Вікторович.
4. 17 серпня 2023 — Гаврилюк Богдан Леонідович. 2 червня 2000. Загинув в місті Дружківка Донецької області [18].
5. 15 жовтня 2023 — Чернишова Юлія Олександрівна, сержантка, санітарна інструкторка евакуаційного відділення медичної роти. Загинула в районі смт Борова Ізюмського району Харківської області внаслідок ворожого авіаудару [19].
6. 25 жовтня 2023 — Гайліс Андрій. Загинув під час боїв поблизу села Синьківка Куп'янського району [20].
7. 6 грудня 2023 — Висоцький Сергій Дмитрович («Вінниця»). 23.08.1975, м. Іллінці. 1-й стрілецький батальйон. Помер вдома через наслідки від участі в бойових діях [21]

## 2024
1. 23 січня 2024 в районі села Табаївка Куп'янського району Харківської області внаслідок атаки ворожого дрона загинув Калугін Ігор — молодший лейтенант, командир зв'язку.
2. 24 жовтня 2024 — Ліпський Сергій Олексійович («Чорномор»). Багаторічний начальник артилерії 57-ї бригади. Командир 420-го окремого батальйону. Помер у лікарні [22][23].